# Ейринейская губа
Ейринейская губа — залив на северном побережье Охотского моря. Расположен в Хабаровском крае Российской Федерации.
Находится к западу от гористого полуострова Лисянского и к востоку от полуострова Шилкан, между мысом Шилкан на западе и мысом Ейринейский на востоке. Ширина залива составляет 6,43 км. В заливе есть бухты Большая и Малая Молта.
Действовал посёлок Ейринейский Рыбный Завод.

## История
Американские китобойные суда охотились на гренландских китов в заливе в 1840-х годах.